# 아이혜부인
아이혜부인 석씨(阿爾兮夫人 昔氏)는 신라 전기의 왕족으로 내해 이사금(奈解泥師今)의 딸이며 조분 이사금(助賁泥師今)의 왕비이다.

## 생애
벌휴 이사금의 증손녀로 할아버지는 석이매이고, 아버지는 내해 이사금이며, 어머니는 종조부가 되는 석골정(昔骨正)의 딸 석씨이다. 아버지쪽으로는 5촌 당숙이며 어머니쪽으로는 외삼촌이 되는 조분 이사금의 처가 되었다. 내해 이사금이 유언으로 자신의 사촌형제이자 처남이면서 동시에 사위가 되는 조분을 차기 왕으로 내정함으로서, 부왕 사후 조분 이사금이 즉위하고 왕비가 되었다. 딸은 광명랑(光明娘) 또는 광명부인(光明夫人)이라 하며 미추 이사금의 부인이 되었다.
삼국유사의 왕력편과 삼국사기 제2권 신라본기2 조분이사금편 중 조분이사금 즉위 대목에 조분의 비가 아이혜부인이라 기록하였다. 그런데 삼국유사 왕력편의 또다른 대목에서는 유례 이사금의 어머니는 내음 갈문왕의 딸 ?소부인이라 한다.
또한 삼국유사 왕력편의 다른 부분에서는 기림 이사금을 조분 이사금의 둘째 아들이며 아이혜부인의 아들이라 한다. 그러나 기림 이사금은 다른 설에 의하면 조분 이사금의 아들 석걸숙의 아들이며, 내해 이사금의 딸 아이혜부인에게는 부계로 7촌 조카가 된다.

## 가족 관계
그의 부모는 사촌간이었다.
일설에는 기림 이사금이 그녀의 아들이라 한다. 다른 설에는 기림 이사금은 조분 이사금의 아들인 걸숙의 아들이라 한다.
- 증조부 : 벌휴 이사금
  - 종조부이자 외할아버지, 시아버지 : 석골정갈문왕
- 할아버지 : 석이매
- 친정아버지 : 나해 이사금
- 친정어머니 : 석골정의 딸[1]
  - 오빠 혹은 남동생 : 석우로(昔于老), 흘해 이사금의 아버지 혹은 선조
  - 오빠 혹은 남동생 : 석이음(昔利音)
- 남편 : 조분 이사금, 부계로는 5촌, 모계로는 외삼촌이 된다.
  - 딸 : 명원부인(命元夫人)
  - 사위 : 석우로
  - 딸 : 광명부인(光明夫人)
  - 사위 : 미추 이사금
    - 외손녀 : 보반부인(寶飯夫人) - 내례길포라고도 한다. 내물 이사금(奈勿麻立干)의 아내.
    - 외손녀 : 아류부인 김씨(阿留夫人 金氏)- 실성 이사금(實聖麻立干)의 아내

  - 아들 : 석걸숙(昔乞淑)
    - 손자 : 기림 이사금

  - 의붓아들이자 종손 : 유례 이사금 - 내음 갈문왕의 딸 박씨 소생

## 기타
유례 이사금은 그녀의 소생이 아닌 것이 확실하지만, 조분 이사금의 다른 아들인 석지와 그녀의 정확한 관계는 알 수 없다.

## 같이 보기
- 조분 이사금
- 벌휴 이사금
- 내해 이사금